# Violación CP
En física de partículas, la violación CP es una violación de la simetría CP (o simetría de paridad de carga), que representa un papel importante en cosmología. Esta violación puede explicar, por ejemplo, porqué existe más materia que antimateria en el universo. La violación CP fue descubierta en 1964 por James Cronin y Val Fitch, quienes recibieron el Premio Nobel por este descubrimiento en 1980.

## Simetría CP
La simetría CP se basa en la composición de la simetría C y la simetría P. La simetría C o simetría de carga afirma que las leyes de la Física serían las mismas si se pudiesen intercambiar las partículas con carga positiva con las de carga negativa. La simetría P o simetría de paridad dice que las leyes de la física permanecerían inalteradas bajo inversiones especulares, es decir, el universo se comportaría igual que su imagen en un espejo. La simetría CP es el producto de ambas.
La interacción fuerte, la gravedad y el electromagnetismo tienen simetría CP, pero no así la interacción débil, lo cual se manifiesta en ciertas desintegraciones radiactivas. Es decir, el lagrangiano que describe las interacciones fuerte, electromagnética y gravitatoria son invariantes respecto a transformaciones matemáticas asociadas a la simetría C y la simetría P.
La idea tras la simetría de paridad es que las ecuaciones de la física de partículas son invariantes bajo inversiones especulares. La consecuencia de esto es que la imagen especular de una reacción (como una reacción química o una desintegración radiactiva) ocurre al mismo ritmo que la reacción original. La simetría de paridad parece ser válida para todas las reacciones que involucran interacciones electromagnéticas y fuertes. Hasta 1956 se creía que la conservación de la paridad era una de las leyes geométricas de conservación fundamentales, junto a la conservación de la energía y del momento lineal. Sin embargo, en 1956 los físicos teóricos Tsung-Dao Lee y Chen Ning Yang  llevaron a cabo una revisión crítica de los datos experimentales que reveló que, aunque la conservación de la paridad se había verificado en desintegraciones electromagnéticas y fuertes, no se había comprobado en desintegraciones débiles. Propusieron varias pruebas experimentales directas. La primera se basaba en la desintegración beta del núcleo de cobalto-60, y fue realizada en 1956 por un grupo liderado por Chien-Shiung Wu, demostrando de forma concluyente que las interacciones débiles violan la simetría P.
Lev Landau propuso en 1957 que la verdadera simetría entre materia y antimateria debía ser la simetría CP, esto es, un proceso en el que se sustituyan las partículas por sus antipartículas es equivalente a la imagen especular del proceso original.
Una versión más débil de la simetría, la simetría CPT, sería respetada por todos los procesos físicos. Además de las simetrías C y P incluye la simetría T o simetría de inversión temporal. La simetría de inversión temporal implica que cuando un movimiento está permitido, el movimiento reverso también lo está. La simetría CPT implica que una violación de la simetría CP es equivalente a una violación de la simetría T.

### Violación de la simetría CP en el Modelo Estándar
El Modelo Estándar permite una violación "directa" de la simetría CP si aparece una fase compleja en la matriz CKM que describe la mezcla de quarks, o en la matriz PMNS que describe la mezcla de neutrinos. Una condición necesaria para que aparezca esta fase compleja es la existencia de al menos tres generaciones de fermiones.
La razón por la que esta fase compleja da lugar a una violación de CP no es inmediatamente obvia, pero se puede ver con el siguiente razonamiento. Sean dos partículas {\displaystyle a} y {\displaystyle b}, y sus antipartículas {\displaystyle {\bar {a}}} y {\displaystyle {\bar {b}}}. El proceso {\displaystyle a\rightarrow b} y el proceso correspondiente a las antipartículas {\displaystyle {\bar {a}}\rightarrow {\bar {b}}} tienen amplitudes {\displaystyle M} y {\displaystyle {\bar {M}}} respectivamente. Si no hubiera violación de CP, estas amplitudes deberían ser el mismo número complejo, que se puede separar en magnitud y fase como {\displaystyle M=|M|e^{i\theta }}. Si la matriz CKM introduce una fase compleja {\displaystyle e^{i\phi }} en la amplitud {\displaystyle M}, la amplitud {\displaystyle {\bar {M}}} contiene la matriz conjugada, con lo que adquiere una fase {\displaystyle e^{-i\phi }}:
{\displaystyle M=|M|e^{i\theta }e^{i\phi }}
{\displaystyle {\bar {M}}=|M|e^{i\theta }e^{-i\phi }}
Las tasas de reacción físicamente medibles son proporcionales a {\displaystyle |M|^{2}}, por lo que hasta ahora no hay ninguna diferencia. Sin embargo, si hay al menos dos rutas de reacción (por ejemplo, dos estado intermedios distinitos) para {\displaystyle a\rightarrow b}, se tiene:
{\displaystyle M=|M_{1}|e^{i\theta _{1}}e^{i\phi _{1}}+|M_{2}|e^{i\theta _{2}}e^{i\phi _{2}}}
{\displaystyle {\bar {M}}=|M_{1}|e^{i\theta _{1}}e^{-i\phi _{1}}+|M_{2}|e^{i\theta _{2}}e^{-i\phi _{2}}}
Con lo que se obtiene:
{\displaystyle |M|^{2}-|{\bar {M}}|^{2}=4|M_{1}||M_{2}|\sin(\theta _{1}-\theta _{2})\sin(\phi _{1}-\phi _{2})}
Por lo tanto, la existencia de una fase compleja da lugar a procesos que ocurren a diferentes ritmos para partículas y antipartículas, y se viola la simetría CP.

## Observaciones experimentales

### Violación indirecta de CP
En 1964, James Cronin, Val Fitch y colaboradores encontraron evidencias claras de la violación de CP al estudiar la desintegración de kaones. Gracias a este trabajo ganaron el Premio Nobel de física en 1980. Este descubrimiento demostró que las interacciones débiles no solamente violaban la simetría de conjugación de carga C y la simetría de paridad P, también la combinación de ambas.
La violación de CP descubierta en 1964 se debe al hecho de que los kaones neutros se pueden transformar en sus antipartículas (en la que cada quark se sustituye por su antiquark) y viceversa, pero estas transformaciones no ocurren con la misma probabilidad. Esto se conoce como violación indirecta de CP.

### Violación directa de CP

Diagrama de Feynman tipo caja de la oscilación de kaones.

Estos dos diagramas de Feynman proporcionan las contribuciones de primer orden a la amplitud de la oscilación de -.

A pesar de muchas búsquedas, no se descubrió ninguna nueva manifestación de la violación de CP hasta la década de 1990, cuando el experimento NA31 del CERN sugirió evidencias de la violación directa de CP en el proceso de desintegración de kaones neutros. Los resultados fueron algo controvertidos, y la prueba final llegó en 1999 del experimento KTeV de Fermilab y el experimento NA48 del CERN.
En 2001, una nueva generación de experimentos, que incluyen el experimento BaBar en el Stanford Linear Accelerator Center (SLAC) y el Experimento Belle en el KEK de Japón, observó violación directa de CP en la desintegración de mesones B. Actualmente se conoce un gran número de procesos que violan CP en las desintegraciones de mesones B.
En 2011, el experimento LHCb del CERN informó de indicios de violación de CP en la desintegración de mesones D neutros, empleando 0.6 fb−1 de los datos del Run 1. Sin embargo, la misma medida empleando la muestra completa de 3.0 fb−1  datos del Run 1 era compatible con la simetría CP.
En 2013 LHCb anunció el descubrimiento de violación de CP en la desintegración de mesones B extraños, confirmado en 2015 por los experimentos BaBar y Belle.
En marzo de 2019, LHCb anunció el descubrimiento de una violación de CP en decaimientos de quarks charm {\displaystyle D^{0}}con una desviación cero de 5,3 desviaciones estándar.
En 2020, la colaboración T2K informó por primera vez de indicios de violación de CP en leptones. En este experimento, los haces de neutrinos muónicos (ν
μ) y antineutrinos muónicos (ν
μ) fueron producidos alternativamente por un acelerador. En el momento en que llegaron al detector, se detectó una proporción significativamente mayor de neutrinos electrónicos (ν
e) de los haces ν
μ, que los antineutrinos electrónicos (ν
e) de los haces ν
μ. Los resultados aún no eran lo suficientemente precisos para determinar el tamaño de la violación de CP, en relación con la observada en los quarks.